# Haemaltica
Haemaltica là một chi bọ cánh cứng trong họ Chrysomelidae.
Chi này được miêu tả khoa học năm 1933 bởi Chen.

## Các loài
Các loài trong chi này gồm:
- Haemaltica indica Doebrel, 2002
- Haemaltica nigripes Chen & Wang, 1980
- Haemaltica parva Chen & Wang, 1980
- Haemaltica wiesneri Doberl, 1986